# بيرلا باوتيستا
بيرلا باوتيستا هي ممثلة فلبينية، ولدت في 18 فبراير 1940 في مانيلا في الفلبين.

## وصلات خارجية
- بيرلا باوتيستا على موقع IMDb (الإنجليزية)
- بيرلا باوتيستا على موقع ألو سيني (الفرنسية)
- بيرلا باوتيستا على موقع أول موفي (الإنجليزية)
- بيرلا باوتيستا على موقع قاعدة بيانات الفيلم (الإنجليزية)
- بيرلا باوتيستا على موقع كينوبويسك (الروسية)